# Blue Café
Blue Café is een Poolse muziekgroep.

## Biografie
De groep is vooral bekend vanwege diens deelname aan het Eurovisiesongfestival 2004, dat gehouden werd in het Turkse Istanboel. Met het nummer Love song eindigde Polen op de zeventiende plek.